# Pousaflores
Pousaflores ist eine Gemeinde (Freguesia) im portugiesischen Kreis Ansião. In ihr leben 802 Einwohner (Stand 19. April 2021).